# AFI Catalog of Feature Films
O AFI Catalog of Feature Films, também conhecido pelo AFI Catalog, é um projeto em andamento do American Film Institute (AFI) para catalogar todos os filmes estadunidenses filmes estadunidenses produzidos comercialmente e exibidos nas salas de cinema, desde o nascimento do cinema em 1893 até o presente. Começou como uma série de livros de capa dura conhecidos como The American Film Institute Catalog of Motion Pictures, e e posteriormente se tornou um banco de dados filmográfico exclusivamente online.
Cada entrada no catálogo normalmente inclui o título do filme, a descrição física, as empresas produtoras e distribuidoras, as datas de produção e lançamento, o elenco e os créditos de produção, um resumo da sinopse, os títulos das canções e as notas sobre a história do filme. Os filmes são indexados por créditos pessoais, empresas produtoras e distribuidoras, ano de lançamento e assuntos principais e secundários da trama.
Para qualificar-se para os volumes de “longas-metragens”, o filme deve ter sido produzido comercialmente em solo estadunidense ou por uma empresa estadunidense. De acordo com a Federação Internacional de Arquivo de Filmes (FIAF; francês: Fédération internationale des archives du film), o filme também deve ter sido lançado nas salas de cinema em 35 mm ou bitola maior para o público em geral, com duração de pelo menos 40 minutos (ou quatro rolos). Dito isto, o Catálogo incluiu mais de 17 mil curtas-metragens (aqueles com menos de 40 minutos ou quatro rolos) da primeira era do cinema (1893–1910).
A versão impressa compreende cinco volumes que documentam todos os filmes produzidos nos Estados Unidos de 1892 a 1993, enquanto novos registros são criados pela equipe editorial da AFI e adicionados a cada ano ao banco de dados online.